# Niña (navire)
Pour les articles homonymes, voir La Niña.

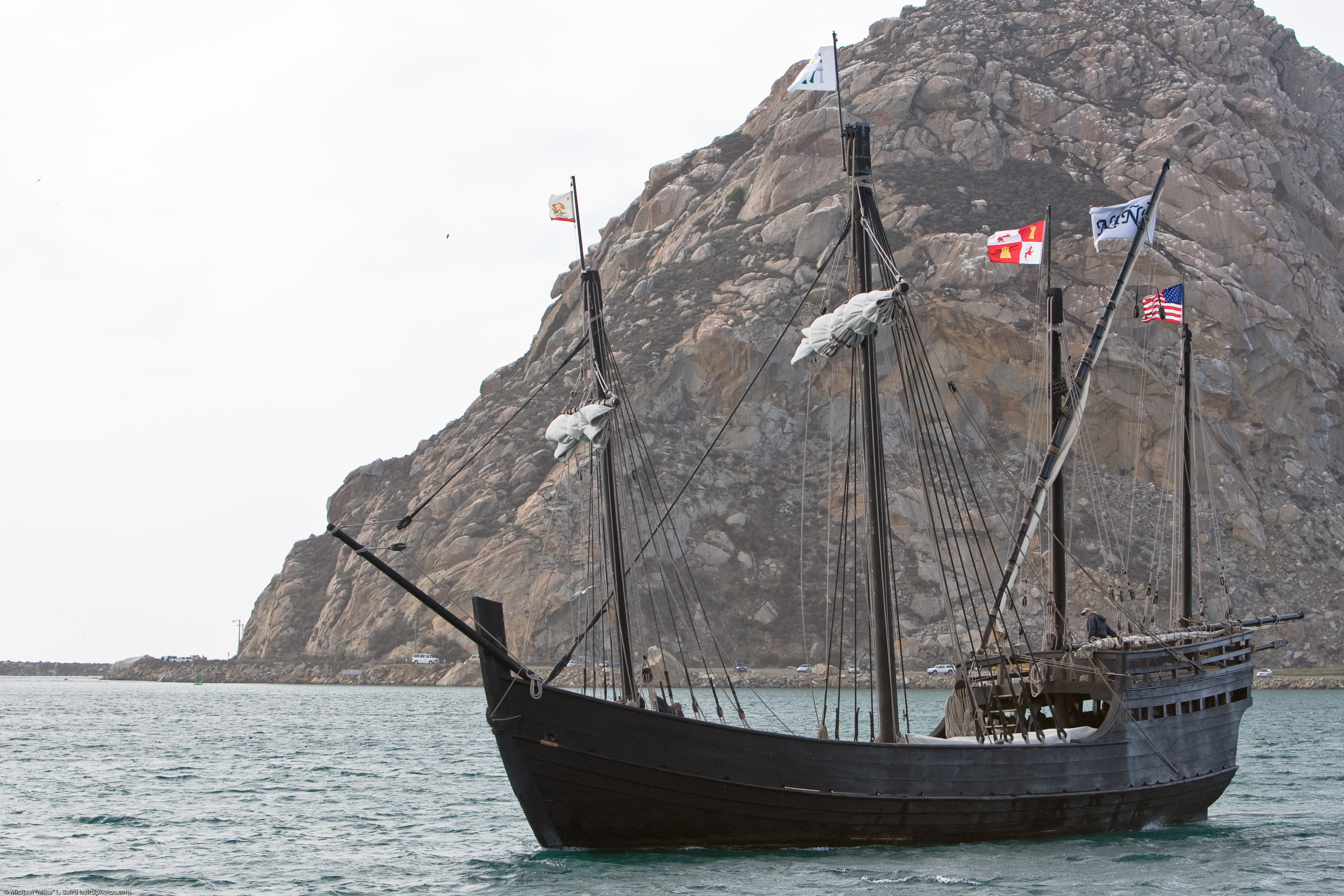
Une réplique de la Niña.

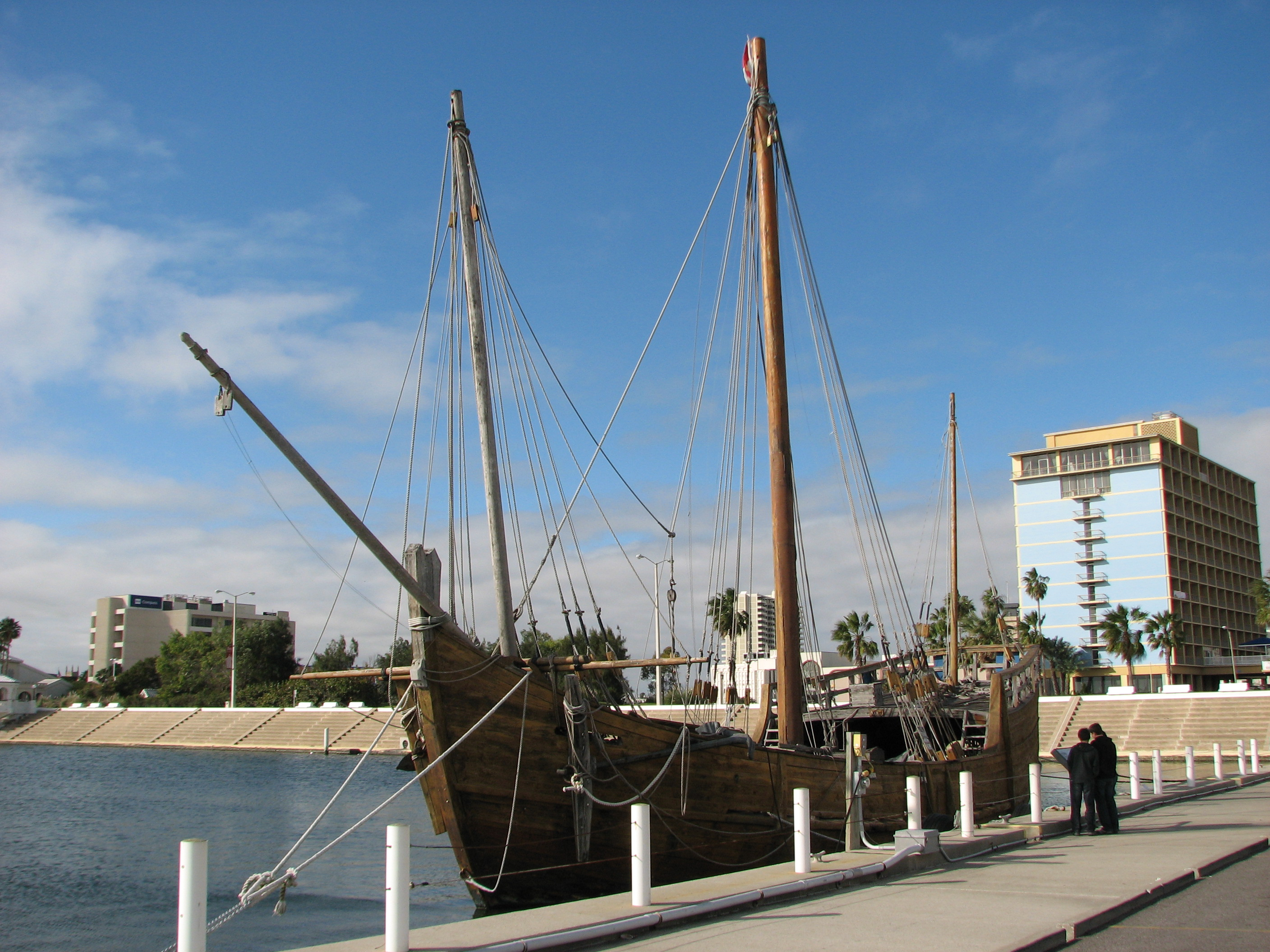
La Niña dans le port de Corpus Christi, Texas (États-Unis), en 2009.

La Niña (littéralement « la fillette »), de son vrai nom la Santa Clara (« Sainte Claire »), est un des trois navires de la première expédition de Christophe Colomb à travers l'océan Atlantique (août 1492-mars 1493), au cours duquel il atteint, en octobre 1492, les îles de San Salvador et d'Hispaniola, première étape de la découverte du Nouveau Monde. 
La Niña est une caravelle, comme la Pinta, alors que le navire amiral, sur lequel se trouve Christophe Colomb, est une caraque, la Santa Maria, qui n'effectue d'ailleurs pas le trajet retour, s'étant échouée sur la côte d'Hispaniola en décembre. 

## Histoire de laNiña

### Jusqu'en 1492
Elle est construite en 1488 dans les chantiers navals de Moguer, en Andalousie (actuelle province de Huelva), pour le compte de l'armateur Juan Niño dont découle son surnom. Son nom, Santa Clara, est celui de la sainte patronne de Moguer, son port de construction.
Lors de son lancement sur le rio Tinto, elle est baptisée Santa Clara, sainte à laquelle est voué le monastère de Moguer. Mais le nom usuel qui lui est resté est formé sur le nom de l'armateur. 
Cette caravelle mesure environ 23 mètres de longueur, déplace 55 tonneaux et embarque 22 hommes d'équipage.
En 1492, elle appartient toujours à Juan Niño, qui fait aussi partie de son équipage avec le grade de maître.

### Le premier voyage de Christophe Colomb

#### Préparatifs
L'expédition est préparée, après la signature des capitulations de Santa Fe par les Rois catholiques (avril 1492), dans le port de Palos de la Frontera, situé tout près de Moguer, en aval sur le rio Tinto. Les autorités de Palos, municipalité et fonctionnaires, ont en effet été chargées par une injonction des Rois catholiques de fournir à Colomb les navires et les équipages pour son expédition.
Le projet de Christophe Colomb (1451-1506), approuvé par Isabelle de Castille et Ferdinand d'Aragon, est d'atteindre les Indes, c'est-à-dire l'Asie orientale, en traversant la mer Océane, aussi appelée « mer Ténébreuse », qui selon les conceptions géographiques de l'époque sépare l'Europe de l'Asie. Ce projet constitue une aventure dont beaucoup pensent qu'elle est sans retour. Aussi la réunion des équipages est d'abord difficile, puis l'intervention de deux marins locaux, les frères Pinzón, permet d'y arriver. Or ces marins sont capitaines des caravelles la Niña et la Pinta, qu'ils louent à leurs propriétaires. 
Des trois navires de l'escadre, la Niña, dont le commandement est confié à Vicente Yáñez Pinzón (1460-1523), est le plus petit des trois navires, mais le second en rapidité, après la Pinta, commandée par Martín Alonso Pinzón (1441-1493), tandis que l'amiral commande lui-même la Santa Maria.

#### Voyage aller et séjour à Hispaniola
L'escadre quitte le port de Palos dans la nuit du 3 août 1492. Une escale a lieu aux Canaries, à la Gomera, pour diverses mises au point. En ce qui concerne la Niña, ses deux voiles latines sont remplacées par des voiles carrées, mieux adaptées aux vents de l'Atlantique.
Le 6 septembre, l'escadre quitte La Gomera et, le 12 octobre, atteint l'île Guanahani, que Colomb baptise San Salvador (actuelles Bahamas). 
C'est ensuite l'île beaucoup plus grande d'Hispaniola (Saint-Domingue), où l'expédition séjourne jusqu'au début de janvier 1493, entretenant des relations correctes avec les indigènes, dits « Indiens ». À la suite de l'échouage de la Santa Maria, fin décembre, Colomb décide de repartir rapidement avec les deux caravelles, laissant 39 hommes dans un fort construit grâce au bois de la caraque : fort Navidad. 

#### Voyage retour
Le départ a lieu le 3 janvier, Christophe Colomb commandant désormais la Niña. 
Les deux caravelles font escale aux Açores (territoire portugais), puis une tempête les sépare et la Niña est contrainte de se réfugier dans le port de Lisbonne qu'elle atteint le 4 mars 1493. La Pinta, toujours commandée par Martín Alonso Pinzón, atteint le 3 mars 1493 le port galicien de Baiona, près de Vigo (royaume de Castille), et est donc la première à apporter la nouvelle du retour de l'expédition. 
Les deux navires se retrouvent ensuite à Palos de la Frontera le 15 mars (Martin Pinzon meurt le 31 mars).

### Voyages ultérieurs
Elle participe aux deuxième et troisième voyages de Colomb (1493-1496 et 1498-1500).
Celui-ci en devient propriétaire[Quand ?], puis doit la revendre pour des raisons financières à Diego Ortiz (1499).
Le dernier voyage connu de la Niña a lieu vers la côte des Perles (actuel Venezuela) en 1501, sous le commandement de Juan de la Cosa et Alonso de Hojeda.